# Burnham (Pennsylvania)
Burnham is een plaats (borough) in de Amerikaanse staat Pennsylvania, en valt bestuurlijk gezien onder Mifflin County.

## Demografie
Bij de volkstelling in 2000 werd het aantal inwoners vastgesteld op 2144.
In 2006 is het aantal inwoners door het United States Census Bureau geschat op 2051, een daling van 93 (-4,3%).

## Geografie
Volgens het United States Census Bureau beslaat de plaats een oppervlakte van
2,8 km², geheel bestaande uit land. Burnham ligt op ongeveer 166 m boven zeeniveau.

## Plaatsen in de nabije omgeving
De onderstaande figuur toont nabijgelegen plaatsen in een straal van 8 km rond Burnham.